# Godet (récipient)
Un godet désigne un récipient.

## Dans le domaine des sciences et techniques
- Godet, récipient que l'on ajoutait sur le pourtour d'une roue hydraulique pour élever les eaux. À la révolution industrielle, on profite souvent des roues hydrauliques, des moulins et usines à proximité en attachant aux aubes des godets fixes ou mobiles disposés de manière qu'ils se remplissent quand ils sont en position basse et qu'ils se déversent latéralement dans une auge en position haute ;
- godet, un récipient d'un engin de génie civil ;
- godet, récipient utilisé en extreme cooling destiné à contenir de l'azote liquide ou de la glace carbonique par exemple ;
- en maçonnerie, godets désignait une espèce de petits bassins que les maçons font avec du plâtre sur les joints, montants des pierres, pour y mettre du coulis lorsque les assises sont trop serrées pour les ficher, ou fait aussi usage de godets pour couler les dalles[M 1].

## En peinture
- Godet d'aquarelle : petit compartiments dan lesquels la couleur aquarelle est coulée pour être prélevée au pinceau.
- Godet à palette : récipient de forme ronde que l'on clippe sur la palette du peintre à l'huile afin d'y verser le médium à peindre.

## Dans le domaine de la ciergerie
- Godet, petit récipient sans pied et sans anse des veilleuses votives et des bougies chauffe-plat dans lequel est versé de la poudre de paraffine compactée.